# (19112) 1981 EN31
A (19112) 1981 EN31 a Naprendszer kisbolygóövében található aszteroida. Schelte J. Bus fedezte fel 1981. március 2-án.